# Замок Низа
Замок Низа (порт. Castelo de Nisa) — средневековый замок во фрегезии Носса-Сеньора-да-Граса поселка Низа округа Порталегри Португалии. Ныне часть туристического региона «Сан-Мамеде», известного своим сыром и термальными источниками.

## История
Поселок Низа (с конца XIII века — Низа-а-Велья) был образован еще до прихода римлян на полуостров в месте к северо-востоку от нынешнего расположения поселения. Известно, что в Низа-а-Велье существовал старинный замок, по-видимому, со времен христианской Реконкисты на Пиренейском полуострове. Король Саншу II (1223—1248) выдал поселку фуэрос.
После смерти Афонсу III (1248—1279) его старший сын Афонсу не принял решения отца передать престол его младшему брату Динишу (1279—1325) и начал укреплять свои владения в Каштелу-ди-Види (1280). Афонсу призвал жителей Низа-а-Вельи поддержать его претензии на престол, но поселенцы заявили о лояльности Динишу. Тогда войска Афонсу совершили рейд против Низа-а-Вельи, сожгли деревню и разрушили замок.
После разрешения кризиса престолонаследия Диниш, в знак признательности жителям Низы, приказал заново отстроить поселок на новом месте и восстановить замок (1290). Отныне новое поселение стало называться просто Низа. Работы по восстановлению деревни и её укреплении велись под контролем магистра тамплиеров в Португалии Лоренсу Мартиньша и были завершены шесть лет спустя (1296). После ликвидации ордена его владения (в том числе Низа) были переданы Ордену Христа (1319).
Преемник Диниша король Афонсу IV (1325—1347) укрепил деревни Каштелу-Бранку и Низа новыми стенами, работы финансировались за счет поступлений от налога на урожай, а также остатка средств от строительства больниц и выморочного имущества.
В ходе кризиса 1383—1385 годов Низа и её замок поддержали Ависский орден.
В начале XVI века, во времена правления короля Мануэля I (1495—1521), оборонительные сооружения Низы были подробно описаны в «Книге крепостей» (1509). В этот период деревня получила новый фуэрос и стала управляться советом жителей.
Во время войны за испанское наследство Низа была оккупирована в течение нескольких дней испанскими войсками (июнь 1704 года), что привело к повреждению оборонительных укреплений. К середине XIX века замок и укрепления поселка пришли в запустение.
4 июля 1922 года руины замка были объявлены национальным памятником.

## Архитектура
От замковых укреплений на сегодняшний день сохранились участок гранитной стены, усиленной башнями, барбакан и двое из шести ворот — Porta-da-Vila, с двумя зубчатыми башнями по бокам, и Porta de Montalvão.